# هنية الغاشي
هنيـة الغاشي ممثلة مغربية من مواليد مدينة سلا سنة 1969 ،شاركت بأدوار ثانوية في عدة أعمال من أبرزهـا فيلم البانضية مع سعيد الناصري و مسلسل قطار الحياة سنة 2005 بالإضافة إلى مشاركتها في السلسلة الناجحة حديدان سنة 2009 .